# Friedrichswerth
Friedrichswerth là một đô thị ở huyện Gotha, ở bang Thüringen, Đức. Đô thị này có diện tích 4,9 km², dân số thời điểm ngày 31 tháng 12 năm 2006 là 578 người.